# Saint-Denis (Gard)
Saint-Denis é uma comuna francesa na região administrativa de Occitânia, no departamento de Gard. Estende-se por uma área de 3,65 km². Em 2010 a comuna tinha 300 habitantes (densidade: 82,2 hab./km²).